# النجارق
النجارق یا النجالیق یکی از روستاهای استان آذربایجان شرقی است که در دهستان کندوان بخش کندوان شهرستان میانه واقع شده‌است.
همچنین دارای آب وهوای بسیار زیبا و دلشین بدلیل قرار گرفتن در انتهای دامنه ی کوه و وجود درختان و سرسبزی است